# Peter Wagner (Soziologe)
Peter Wagner (* 18. September 1956 in Lütjenburg) ist ein deutscher Sozialwissenschaftler insb. für soziologische und politische Theorie. Er ist Professor an der Universität Barcelona und ICREA-Forschungsprofessor (Catalan Institution for Research and Advanced Studies) in Barcelona. Wagner gehört zu den weltweit renommiertesten Sozialtheoretikern, die sich mit dem Konzept der Moderne und des Modernisierungsprozesses auseinandersetzen.

## Leben
Wagner studierte an der Universität Hamburg, am Queen Mary College in London und an der FU Berlin zwischen 1977 und 1982 Politikwissenschaft und Soziologie. Er promovierte 1989 an der FU Berlin mit einer Arbeit zum Verhältnis von Sozialwissenschaften und Staat in den Jahren 1870–1980. Anschließend war er wissenschaftlicher Assistent am Wissenschaftszentrum Berlin für Sozialforschung. 1993 habilitierte er sich im Fach Soziologie an der FU Berlin und veröffentlichte sein erfolgreichstes Werk „A Sociology of Modernity“ bei Routledge. Dieses gehört zu den weltweit grundlegenden sozialtheoretischen Werken zur Moderne  und wurde bislang in acht weitere Sprachen übersetzt. Anschließend wurde er Professor für Soziologie an der Universität Warwick in England.
1999 erhielt Peter Wagner den Ruf auf die Professur für Soziologische und Politische Theorie an das European University Institute in Florenz. Für die Zeit von 2006 bis 2010 wechselte Wagner als Professor für Soziologie an die Universität Trento. Seit 2010 ist er ICREA-Forschungsprofessor und Professor für Soziologische Theorie an der Universität Barcelona. Des Weiteren ist er Mitglied des Internationalen Wissenschaftlichen Beirats des renommierten Instituts für Sozialforschung in Frankfurt am Main. 2019 wurde Wagner in die Academia Europaea gewählt.

## Schriften
- The Trouble with Democracy: Political Modernity in the 21st Century, (hrsg. mit Gerard Rosich), Edinburgh: Edinburgh University Press, 2016. ISBN 978-1-4744-0798-4.
- Progress: a reconstruction, Cambridge: Polity, 2015, ISBN 978-0-7456-9100-8.
  - deutsch: "Fortschritt", (Band 26 der Schriftenreihe des IfS. Frankfurter Beiträge zur Soziologie und Sozialphilosophie), Frankfurt a. M./New York: Campus, i. E. Herbst 2017.
- African, American and European Trajectories of Modernity: Past Oppression, Future Justice? (als Hg.), Edinburgh, Edinburgh University Press, 2015. ISBN 978-1-4744-0040-4.
- Modernity: Understanding the Present, Cambridge: Polity Press, 2012. ISBN 978-0-7456-5291-7.
- Plurality and Progress. Modernity in Political Philosophy and Historical Sociology, Stockholm: Nordic Summer University Press, 2010. ISBN 978-87-87564-20-5.
- Modernity as Experience and Interpretation. A New Sociology of Modernity, Cambridge: Polity Press, 2008.
  - deutsch: Moderne als Erfahrung und Interpretation: eine neue Soziologie zur Moderne, Konstanz: UVK, 2009. ISBN 978-3-86764-163-0.
- A History and Theory of the Social Sciences. Not All that Is Solid Melts into Air, London: Sage, 2001. ISBN 978-0-7619-6569-5.
- Theorizing Modernity. Inescapability and Attainability in Social Theory, London: Sage, 2001. ISBN 978-0-7619-5147-6
- A Sociology of Modernity. Liberty and Discipline. London: Routledge, 1993. ISBN 978-0-415-08186-3 (übersetzt ins Arabische, Französische, Deutsche, Spanische, Türkische, Chinesische und Koreanische).
  - deutsch: Soziologie der Moderne, Frankfurt a. M.: Campus 1995, ISBN 978-3-593-35393-7.
- Der Raum des Gelehrten. Eine Topographie akademischer Praxis (hrsg. mit Heidrun Friese) Berlin: Edition sigma, 1993. ISBN 978-3-89404-131-1.
- Sozialwissenschaften und Staat. Frankreich, Italien, Deutschland 1870–1980. Frankfurt a. M.: Campus, 1990. ISBN 978-3-593-34339-6.